# ヴァージン・クロスカントリー
ヴァージン・クロスカントリー（Virgin CrossCountry）はかつて存在したイギリスの列車運行会社である。イギリス国鉄民営化直後の1997年1月から、2007年11月にアリーヴァ傘下のクロスカントリーに運行を引き継ぐまで、インターシティ・クロスカントリー・フランチャイズを運行していた。親会社はヴァージン・レール・グループ（1998年までヴァージン・グループ100％、1998年からヴァージン・グループ51％・ステージコーチ・グループ49％）であり、インターシティ・ウェスト・コースト・フランチャイズを1997年3月から2019年12月まで運行していた系列のヴァージン・トレインズとは共通のブランディングを使用していた。
インターシティ・クロスカントリー・フランチャイズはインターシティと呼ばれる長距離速達列車のうち、複数の本線級路線をまたぐ列車の運行を行うフランチャイズであり、特に2003年以降、大多数の列車はロンドンには乗り入れていなかった。運行する列車の中にはイギリス最長級のものもあり、すべての系統がバーミンガム・ニューストリート駅を発着するか経由していた。なお、現在のクロスカントリーとは異なり、狭義のクロスカントリールートを経由せずにウェスト・コースト本線を用いてスコットランドに出入りする系統も存在した。

## 沿革

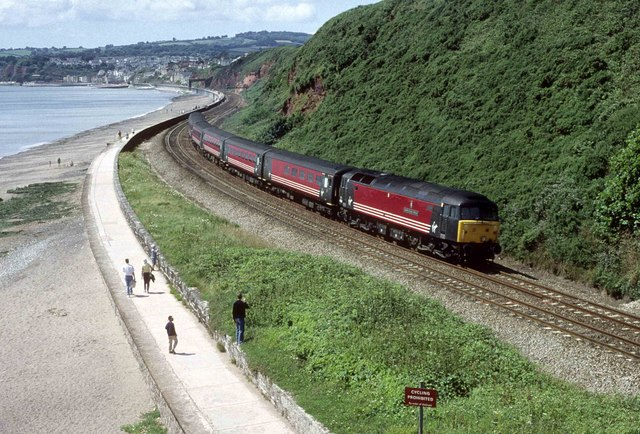
サウス・デヴォン鉄道防波堤（デヴォン州ダウリッシュ）を行く47形ディーゼル機関車とマーク2客車の編成

1996年11月、ヴァージン・アトランティック航空などを傘下に擁するヴァージン・グループが100%を出資するヴァージン・レール・グループが、インターシティ・クロスカントリー・フランチャイズの運営権を獲得し、1997年1月5日に傘下のクロスカントリー・トレインズ社によって運行が開始された。
1998年10月、ヴァージン・グループはヴァージン・レール・グループの株のうち49％をステージコーチ・グループに売却した。
レールトラック社の解散と後継のネットワーク・レールによるウェスト・コースト本線の改良工事の遅れにより、ヴァージン・クロスカントリーは2002年7月にヴァージン・トレインズともどもフランチャイズ契約を停止され、収益が運賃収入に左右されないマネジメント契約に移行した。
ヴァージン・クロスカントリーのフランチャイズ契約は当初2012年までの予定であった。しかし、2006年6月、運輸省はこのフランチャイズを再編し、ウェスト・コースト本線の列車を除き（バーミンガム・ニューストリート発着列車はヴァージン・トレインズに、マンチェスター・ピカデリー発着列車はファースト・トランスペナイン・エクスプレスに移管）、セントラル・トレインズの路線網の一部を加えたニュー・クロス・カントリー・フランチャイズを創設することを発表した。
ヴァージン・レール・グループは2006年9月に発表された運営権者の候補の中には含まれていたものの、落札することはできなかった。2007年7月10日にアリーヴァが運営権を与えられ、ヴァージン・クロスカントリーは同年11月10日に営業を終了、翌日からクロスカントリーに運行が引き継がれた。

## 運行概況
イギリス国鉄から引き継いだ列車に加え、1998年5月、ヴァージン・クロスカントリーはポーツマス・ハーバー（英語版・街）とリヴァプール・ライム・ストリートやブラックプール・ノース（英語版・街）を結ぶ列車の運行を開始した。
夏季の土曜日に運行されていた臨時列車のうち、ラムズゲート（英語版・街）発着列車は1999年9月に、ウェイマス（英語版・街）発着列車は2002年9月に運行を終了した。

### オペレーション・プリンセス
2002年9月、ヴァージン・クロスカントリーは短編成・高頻度化とパターンダイヤの導入で構成される「オペレーション・プリンセス」を開始した。しかし、新型車両の故障や混雑など多くの問題が発生し、2002年9月から2003年1月にかけての定時運行率は54.1%にまで低下した。この結果、コアとなる系統での信頼性を向上するため、戦略鉄道庁との協議により一部の経路からの撤退が行われた。
2002年9月のオペレーション・プリンセスの開始時点での運行系統は以下の通り。
| 系統 | 系統                                 | ←南 区間 北→               | ←南 区間 北→                   | ←南 区間 北→                     | ←南 区間 北→                 | ←南 区間 北→               | その後 |
| ---- | ------------------------------------ | -------------------------- | ------------------------------ | -------------------------------- | ---------------------------- | -------------------------- | --- |
| VT0  |                                      | スウィンドン（英語版・街） | バーミンガム・ニューストリート |                                  |                              |                            | 2003年夏 - 完全運行停止 |
| VT1  |                                      | ペンザンス（英語版・街）   | バーミンガム・ニューストリート |                                  | （ウェスト・コースト本線）   | グラスゴー・セントラル     | 2003年夏 - ブラックプール・ノース発着列車運行停止 |
| VT1  | エディンバラ・ウェイヴァリー         | ペンザンス（英語版・街）   | バーミンガム・ニューストリート |                                  | （ウェスト・コースト本線）   |                            | 2003年夏 - ブラックプール・ノース発着列車運行停止 |
| VT1  | ブラックプール・ノース（英語版・街） | ペンザンス（英語版・街）   | バーミンガム・ニューストリート |                                  | （ウェスト・コースト本線）   |                            | 2003年夏 - ブラックプール・ノース発着列車運行停止 |
| VT2  |                                      | プール（英語版・街）       | バーミンガム・ニューストリート | マンチェスター・ピカデリー       | （ウェスト・コースト本線）   | アバディーン（英語版・街） | 2003年夏 - ボーンマス（英語版・街）以南運行停止 |
| VT2  | エディンバラ・ウェイヴァリー         | プール（英語版・街）       | バーミンガム・ニューストリート | マンチェスター・ピカデリー       | （ウェスト・コースト本線）   |                            | 2003年夏 - ボーンマス（英語版・街）以南運行停止 |
| VT2  |                                      | プール（英語版・街）       | バーミンガム・ニューストリート | （イースト・コースト本線）       | ニューカッスル（英語版・街） |                            | 2003年夏 - ボーンマス（英語版・街）以南運行停止 |
| VT3  |                                      | ロンドン・パディントン     | バーミンガム・ニューストリート | リヴァプール・ライム・ストリート | ＊南北端は対応していない     | ＊南北端は対応していない   | 2003年夏 - ポーツマス・ハーバー及びロンドン・パディントン発着列車運行停止 2003年冬 - ブライトン発着列車減便、リヴァプール・ライム・ストリート発着列車運行停止 |
| VT3  | ポーツマス・ハーバー（英語版・街）   |                            | バーミンガム・ニューストリート | リヴァプール・ライム・ストリート | ＊南北端は対応していない     | ＊南北端は対応していない   | 2003年夏 - ポーツマス・ハーバー及びロンドン・パディントン発着列車運行停止 2003年冬 - ブライトン発着列車減便、リヴァプール・ライム・ストリート発着列車運行停止 |
| VT3  | マンチェスター・ピカデリー           |                            | バーミンガム・ニューストリート |                                  | ＊南北端は対応していない     | ＊南北端は対応していない   | 2003年夏 - ポーツマス・ハーバー及びロンドン・パディントン発着列車運行停止 2003年冬 - ブライトン発着列車減便、リヴァプール・ライム・ストリート発着列車運行停止 |
| VT3  | ブライトン                           |                            | バーミンガム・ニューストリート |                                  | ＊南北端は対応していない     | ＊南北端は対応していない   | 2003年夏 - ポーツマス・ハーバー及びロンドン・パディントン発着列車運行停止 2003年冬 - ブライトン発着列車減便、リヴァプール・ライム・ストリート発着列車運行停止 |
| VT4  |                                      | スウォンジー（英語版・街） | バーミンガム・ニューストリート |                                  | （イースト・コースト本線）   | アバディーン               | 2003年夏 - カーディフ・セントラル以西運行停止 |
| VT4  | ペイントン（英語版・街）             |                            | バーミンガム・ニューストリート |                                  | （イースト・コースト本線）   | アバディーン               | 2003年夏 - カーディフ・セントラル以西運行停止 |
| VT4  | ペンザンス                           |                            | バーミンガム・ニューストリート |                                  | （イースト・コースト本線）   | アバディーン               | 2003年夏 - カーディフ・セントラル以西運行停止 |

### プロジェクト・オメガ
プロジェクト・オメガはウェスト・コースト本線高速化の完了時に実施されることになっていた計画である。ロンドン・キングス・クロスとティーズサイド地域をノッティンガム（英語版・街）とヨーク（英語版・街）を経由して結ぶ列車や、ポーツマス・ハーバーからヒースロー空港に近いフェルサム（英語版・街）を経由してノッティンガムまでを結ぶ列車の運行が計画されており、220形34本と221形4本に中間車を1両増結し、すべての列車を5両編成に統一することになっていた。なお、この計画には当初2012年に終了予定だったヴァージン・クロスカントリーとヴァージン・トレインズの契約期間を5年間延長することも盛り込まれていた。

### 終了時点
2007年のクロスカントリーへの引継ぎ直前には、以下の3つの系統が運行されていた。
| 系統 | 系統                                          | 南端                                           | 経由                           | 経由                                          | 北端                                                                                  |
| ---- | --------------------------------------------- | ---------------------------------------------- | ------------------------------ | --------------------------------------------- | ------------------------------------------------------------------------------------- |
| VT1  |                                               | イングランド南西部 - ペンザンス - ペイントン   | バーミンガム・ニューストリート | イングランド北西部 （ウェスト・コースト本線） | スコットランド - エディンバラ・ウェイヴァリー - グラスゴー・セントラル - アバディーン |
| VT2  |                                               | イングランド南沿岸部 - ボーンマス - ブライトン | バーミンガム・ニューストリート | イングランド北西部 （ウェスト・コースト本線） | スコットランド - エディンバラ・ウェイヴァリー - グラスゴー・セントラル - アバディーン |
| VT2  | イングランド北東部 （イースト・コースト本線） | イングランド南沿岸部 - ボーンマス - ブライトン | バーミンガム・ニューストリート |                                               | スコットランド - エディンバラ・ウェイヴァリー - グラスゴー・セントラル - アバディーン |
| VT3  |                                               | イングランド南西部 - ペンザンス - ペイントン   | バーミンガム・ニューストリート |                                               | スコットランド - エディンバラ・ウェイヴァリー - グラスゴー・セントラル - アバディーン |
| VT3  | ウェールズ南東部 - カーディフ・セントラル     |                                                | バーミンガム・ニューストリート |                                               | スコットランド - エディンバラ・ウェイヴァリー - グラスゴー・セントラル - アバディーン |

## 車両
ヴァージン・クロスカントリーはイギリス国鉄から47形ディーゼル機関車、86形電気機関車、マーク2客車、インターシティ125（43形ディーゼル機関車+マーク3客車）、158形気動車「エクスプレス・スプリンター」を引き継いだ。また、初期にはEWSやフラゴンセットからの47形ディーゼル機関車の追加借り入れも行われていた。
フランチャイズの公約として新型車両の導入が掲げられており、1998年12月にボンバルディア製の220形気動車「ボイジャー」4両編成を34本、221形車体傾斜式気動車「スーパー・ボイジャー」5両編成を40本、同4両編成を4本リースする契約が結ばれた。なお、221形の4両編成はヴァージン・トレインズがロンドン・ユーストン - ホーリーヘッド間の列車を運行するために使用することが予定されていたが、計画の変更によりヴァージン・クロスカントリーで使用されることになり、代わりに5両編成が貸し出された。
220形は1本目が2001年1月にベルギーからイギリスに到着し、同年5月21日に営業運転を開始した。新型車両の導入により、47形ディーゼル機関車、86形電気機関車とマーク2客車は2002年8月をもってヴァージン・クロスカントリーでの営業運転を終了した。
インターシティ125についても当初は置き換えが予定されていたが、ヴァージン・クロスカントリーは急速な拡大に伴って一部を維持することを決め、2001年12月に8編成に対して大規模な改修と半固定編成化を行い255形「ヴァージン・チャレンジャー」とすることが発表された。これらはロンドン・パディントンとマンチェスター・ピカデリーをチェルトナム・スパ（英語版・街）経由で結ぶ新系統に充当される予定で、当初発表の8編成からの増備も検討されていた。しかし、オペレーション・プリンセスの失敗に伴って計画は中止され、戦略鉄道庁の指示に基づき2003年9月に残るインターシティ125の運転を終了した。なお、後継のクロスカントリーはインターシティ125を再度導入している。
夏季の土曜日に運行されるペイントンやニューキー（英語版・街）発着の臨時列車向けとして、グレート・ノース・イースタン・レールウェイ、ミッドランド・メインライン、ヴァージン・トレインズからインターシティ125が、客車列車用のマーク3B客車がヴァージン・トレインズから借り入れられていた。また、2004年にはペイントン発着列車向けとしてEWSから67形ディーゼル機関車が、リヴィエラ・トレインズからマーク2客車が借り入れられた。リヴィエラ・トレインズからは2004年9月以降もマーク2客車が予備車として借り入れられ、主にEWS所有の90形電気機関車の牽引でバーミンガム・ニューストリート - マンチェスター・ピカデリー間で使用された。さらに、220形・221形の不足時にはインターシティ125がグレート・ノース・イースタン・レールウェイやミッドランド・メインラインから借り入れられ、エディンバラ・ウェイヴァリー - プリマス間で用いられることがあった。

### 運行開始時点
|                   | 形式                                       | 画像 | 製造            | 引退   | その後                                                                                                   |
| ----------------- | ------------------------------------------ | ---- | --------------- | ------ | --- |
| インターシティ125 | 43形ディーゼル機関車                       |      | 1976年 - 1982年 | 2003年 | ミッドランド・メインラインに転属 ネットワーク・レールに転属（ニュー・メジャーメント・トレイン） 保留車化 |
| インターシティ125 | マーク3客車                                |      | 1975年 - 1982年 | 2003年 | |
| 客車列車          | 47形ディーゼル機関車                       |      | 1962年 - 1968年 | 2003年 | 一部は57/3形に改造                                                                                       |
| 客車列車          | 86形電気機関車                             |      | 1965年 - 1966年 | 2003年 | |
| 客車列車          | マーク2客車                                |      | 1964年 - 1975年 | 2003年 | |
| 気動車            | 158形気動車 「エクスプレス・スプリンター」 |      | 1989年 - 1992年 | 2003年 | ファースト・グレート・ウェスタンに転属                                                                   |

### 運行終了時点
| 形式                                 | 画像 | 製造            | 編成両数 | 本数 | 備考           |
| ------------------------------------ | ---- | --------------- | -------- | ---- | -------------- |
| 220形気動車 「ボイジャー」           |      | 2000年 - 2001年 | 4両      | 34本 |                |
| 221形気動車 「スーパー・ボイジャー」 |      | 2001年 - 2002年 | 4両      | 4本  | 車体傾斜式車両 |
| 221形気動車 「スーパー・ボイジャー」 | 5両  | 2001年 - 2002年 | 40本     |      | 車体傾斜式車両 |

### 導入計画車両
| 形式                                 | 編成両数          | 本数 | 備考                                                                   |
| ------------------------------------ | ----------------- | ---- | ---------------------------------------------------------------------- |
| 255形 「ヴァージン・チャレンジャー」 | 7両 （旅客車5両） | 14本 | インターシティ125の大規模更新・固定編成化改造車 2002年導入予定（中止） |